# Jerzy Miecznikowski (1924–2019)
Jerzy Miecznikowski pseudonim Czapla (ur. 7 września 1924 w Smolanach, zm. 16 lutego 2019 w Słupsku) – polski działacz państwowy i kombatancki, rolnik, w latach 1980–1984 przewodniczący Prezydium Wojewódzkiej Rady Narodowej w Słupsku.

## Życiorys
Syn Dominika i Wiktorii, pochodził z rodziny z północnego Mazowsza o korzeniach szlacheckich. W okresie II wojny światowej wywieziony na roboty przymusowe w okolice Królewca, zbiegł stamtąd po kilku miesiącach. Walczył w Armii Krajowej pod pseudonimami „Czapla” i „Jur”, należał do oddziału Wiktora Zacheusza Nowowiejskiego „Jeża”, organizując kwatery, schronienia oraz zaopatrzenie w żywność. Po wojnie aktywny w Ruchu Oporu Armii Krajowej i Zrzeszeniu Wolność i Niezawisłość, zajmował się między innymi werbowaniem strażników PUBP w Nidzicy. Ze względu na tę działalność od stycznia do kwietnia 1950 przebywał w areszcie.
Na przełomie lat 40. i 50. ukończył liceum zootechniczne w Bydgoszczy, następnie otrzymał nakaz pracy w województwie koszalińskim. Pracował kolejno w Państwowych Gospodarstwach Rolnych w Nacławiu, Grapicach, Czarnej Dąbrówce, Bobrownikach, Wrzącej i Noskowie. Od 1958 do 1969 był dyrektorem PGR w Dobrzęcinie (Dobroczynie), następnie od 1970 do przejścia na emeryturę w 1993 kierował Stacji Hodowli Roślin w Jezierzycach, zajmującą się m.in. eksperymentalną hodowlą ziemniaka.
Pozostawał bezpartyjny. Był radnym Gromadzkiej Rady Narodowej we Wrzącej, następnie Wojewódzkiej Rady Narodowej w Koszalinie i od 1975 w Słupsku. W II kadencji (1980–1984) pełnił funkcję przewodniczącego Prezydium słupskiej WRN. W III RP był m.in. przewodniczącym Powiatowej Rady Kombatantów, zajmował się także działalnością sportową.
Był żonaty, doczekał się siedmiorga dzieci, wnuków i prawnuków. Pochowano go 20 lutego 2019 na Starym Cmentarzu w Słupsku.

## Odznaczenia
Odznaczony Krzyżem Kawalerskim Orderu Odrodzenia Polski oraz Odznaką „Weteran Walk o Wolność i Niepodległość Ojczyzny”. 